# Biri Biri
Alhaji Momodo Njie (Banjul, 30 de março de 1948 – Dakar, 19 de julho de 2020), conhecido por Biri Biri, foi um futebolista gambiano que atuava como atacante. É considerado o maior jogador de futebol de seu país, e também o primeiro gambiano a defender clubes da Europa.

## Carreira
Depois de jogar nas categorias de base em quatro clubes gambianos (Black Star FC, Black Diamonds, White Phantoms e Arrance FC) e do Mighty Blackpool (Serra Leoa), Biri Biri iniciou a carreira em 1965, no Augustinians, onde permaneceu até 1970, quando passou um período de experiência no Derby County. Porém, o treinador dos Rams, Brian Clough (bicampeão europeu com o Nottingham Forest), pensou que o jovem atacante não estava pronto para jogar em um nível tão alto, decepcionando Biri Biri, que voltaria à Gâmbia no mesmo ano, para defender o Wallidan.
Em uma excursão do B 1901 pelo continente africano, a equipe dinamarquesa enfrentou o Wallidan e venceu por 5–4 - três dos quatro gols do Wallidan foram de Biri Biri, que foi contratado pelo B 1901, tornando-se o primeiro africano a jogar no país nórdico (onde, na época, o futebol ainda era semi-profissional). Após uma temporada, assinou com o Sevilla - ironicamente, o atacante viajou num avião de propriedade do Betis, maior rival dos Blanquirrojos e provável destino do jogador.
Sob o comando de Ernst Happel, Biri Biri não conseguiu um bom desempenho na primeira temporada, porém a saída do austríaco fez com que ele evoluísse no clube, onde permaneceu durante 5 temporadas e ganhou, inclusive, um setor com seu nome no Estádio Ramón Sánchez Pizjuán (Biris Norte, onde ficam os torcedores mais fanáticos). Após 99 jogos e 32 gols, deixou o Sevilla em 1978 e teve uma nova passagem pelo futebol dinamarquês (desta vez jogando pelo Herfølge), regressando ao seu país natal para encerrar a carreira no Wallidan, em 1987, aos 39 anos.
Recebeu do presidente Yahya Jammeh a Ordem do Mérito em 2000, e foi escolhido como o maior jogador de futebol da história do futebol gambiano.

## Seleção Gambiana
Entre 1963 e 1987, Biri Biri atuou pela Seleção da Gâmbia, porém o número de jogos e gols feitos por ele ainda é desconhecido.

## Morte
Morreu no dia 19 de julho de 2020, em Dakar no Senegal, aos 72 anos.

## Títulos
Augustinians
- Campeonato Gambiano (3): 1966 e 1967

Wallidan
- Campeonato Gambiano (3): 1970, 1971 e 1985
- Copa da Gâmbia: 5 (1971, 1981, 1984, 1986 e 1987)